# دائرة قلعة السراغنة
دائرة قلعة السراغنة هي إحدى دوائر إقليم قلعة السراغنة، التابع لجهة مراكش آسفي، المملكة المغربية. تضم الدائرة 21 جماعات قروية، وبلغ عدد سكانها 156684 فرداً سنة 2004 حسب الإحصاء الرسمي للسكان والسكنى. يتبع للدائرة 23 مشيخة و234 دوار.

## تاريخ
في يوليو 2016، قسمت دائرة قلعة السراغنة إلى قسمين، دائرة القلعة – أهل الغابة و دائرة القلعة - بني عامر.

## التقسيمات الإداريّة
تعتبر دائرة قلعة السراغنة إحدى الدوائر المشكّلة لإقليم قلعة السراغنة، وهو التقسيم الإداري من المستوى الرابع المعتمد في المغرب. ينقسم إقليم قلعة السراغنة إلى 39 جماعات قروية تختلف من حيث السكان والمساحة، والتي بدورها تنقسم إلى مشيخات تضم عدداً من الدواوير.